# Orden der Freiheit (Jugoslawien)

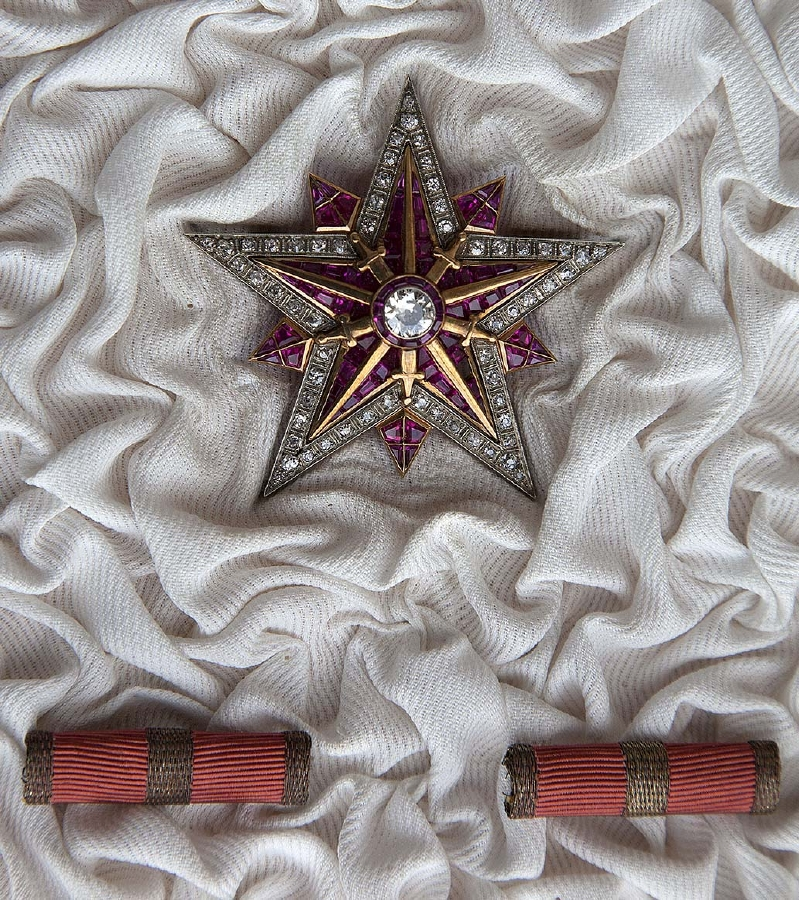
Orden der Freiheit mit Ordensspangen

Der Orden der Freiheit wurde am 15. August 1943 vom Antifaschistischen Rat der Volksbefreiung Jugoslawiens unter Vorsitz von Marschall Josip Broz Tito gestiftet und wurde für außergewöhnliche Erfolge in der Führung und im Kommando mit größten militärischen Einheiten während eines Krieges verliehen.

## Ordensdekoration
Das Ordenszeichen ist ein fünfstrahliger goldener Stern, der umlaufend von Diamanten und in der Fläche mit Rubinen besetzt ist. In der Mitte des Sterns befindet sich ein etwas größerer rund eingefasster Diamant. Auf der Fläche des Ordens liegen gekreuzt fünf goldene Schwerter, deren Schnittpunkt unter dem Diamanten liegt. 
Zwischen den Strahlen des Sterns befinden sich kleinere Strahlen die ebenfalls mit Rubinen besetzt sind.

## Trageweise
Der Orden der Freiheit wird als Bruststern getragen.

## Bekannte Träger
Der Orden wurde insgesamt nur neun Mal verliehen, davon sieben Mal während der Dauer der kommunistischen Herrschaft in Jugoslawien und zwei Mal in der Bundesrepublik Jugoslawien nach dem Kosovokrieg 1999. Die sieben Ordensträger in der Zeit der Demokratischen Föderative Jugoslawien/SFR Jugoslawien waren:
- Josip Broz Tito, Marschall und Staatspräsident Jugoslawiens (1947)
- Koča Popović, jugoslawischer Außenminister (1951)
- Ivan Gošnjak, General der jugoslawischen Armee (1951)
- Georgi Schukow, Marschall der Sowjetunion (1956)
- Petar Dapčević, Generaloberst (1973)
- Kosta Nađ, Armeegeneral (1973)
- Leonid Breschnew, Generalsekretär des ZK der KPdSU (1976)